# Fabian kører i Skoven
Fabian kører i Skoven er en dansk stum komediefilm fra 1910 produceret af Nordisk Films Kompagni. Filmens instruktør er ukendt.
Filmen indgik en en serie af filmfarcer produceret af Nordisk Film med Victor Fabian i hovedrollen.
Filmen blev i tysktalende lande distribueret som Eine fatale Landpartie.  

## Handling
Fabian skal på skovtur med familien, men uheldig som han altid er kommer han for sent. Turen ud i skoven bliver utraditionel.

## Medvirkende
- Victor Fabian